# Doppelstierbasis von Kabahaydar

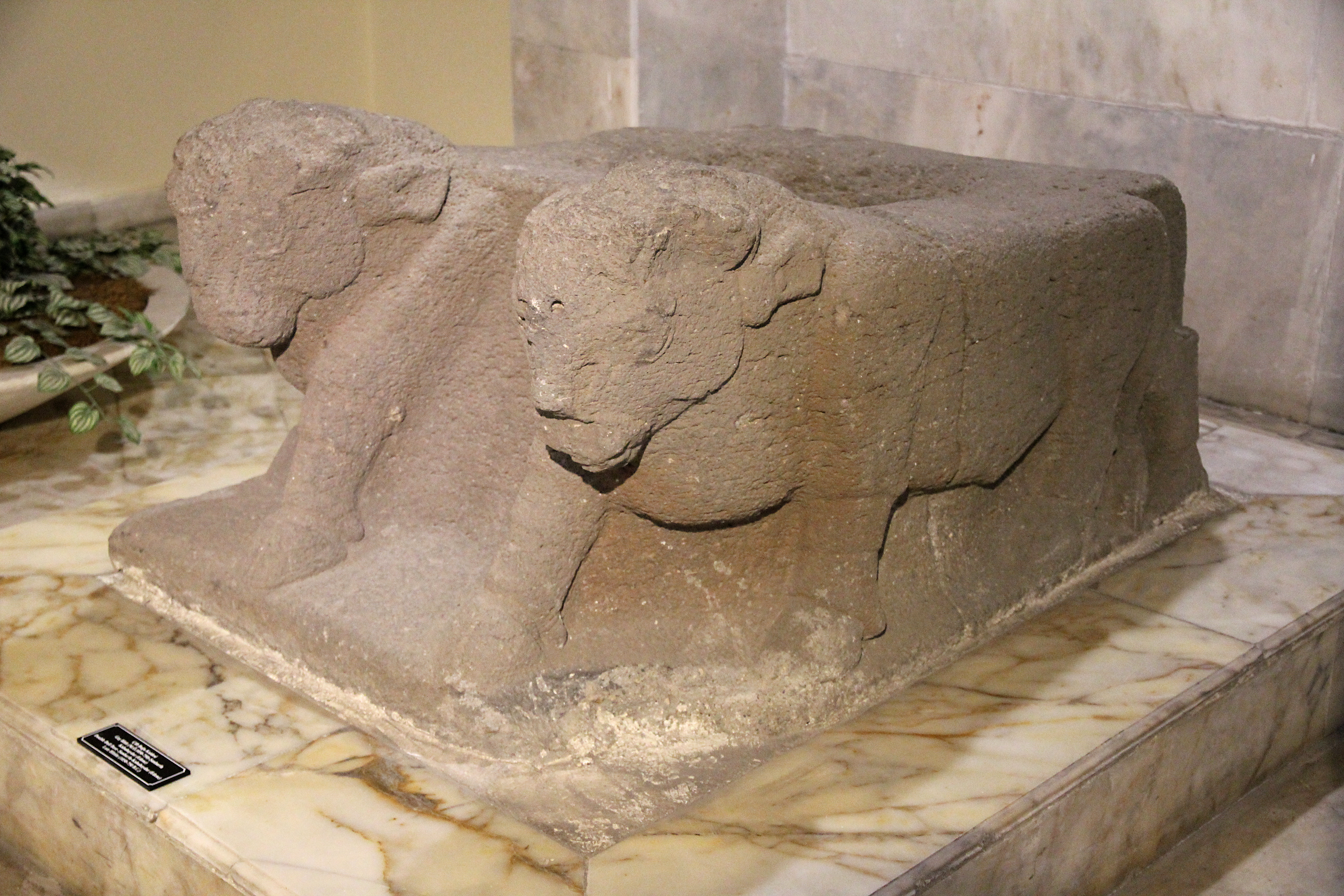
Vorderansicht

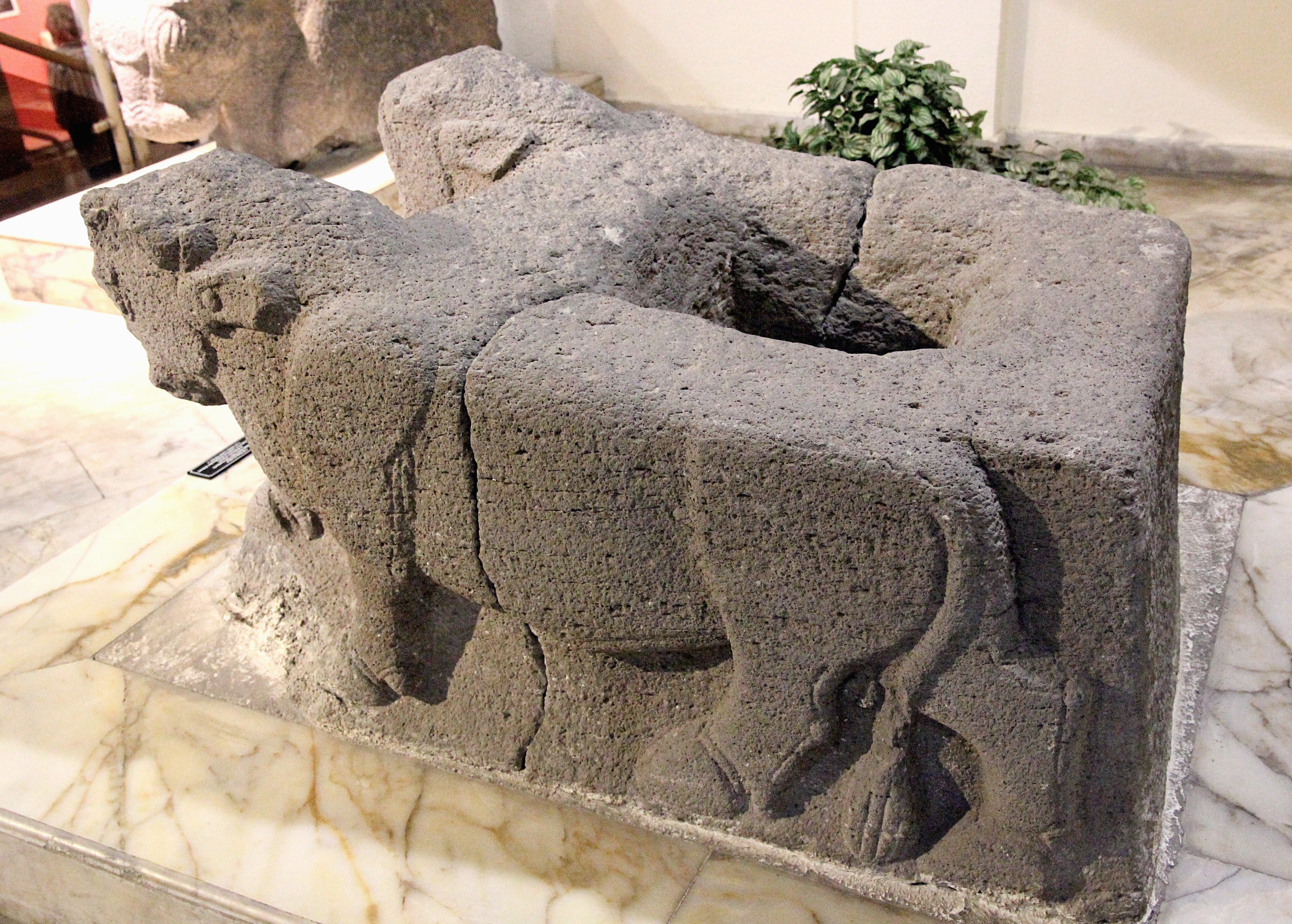
Seitenansicht

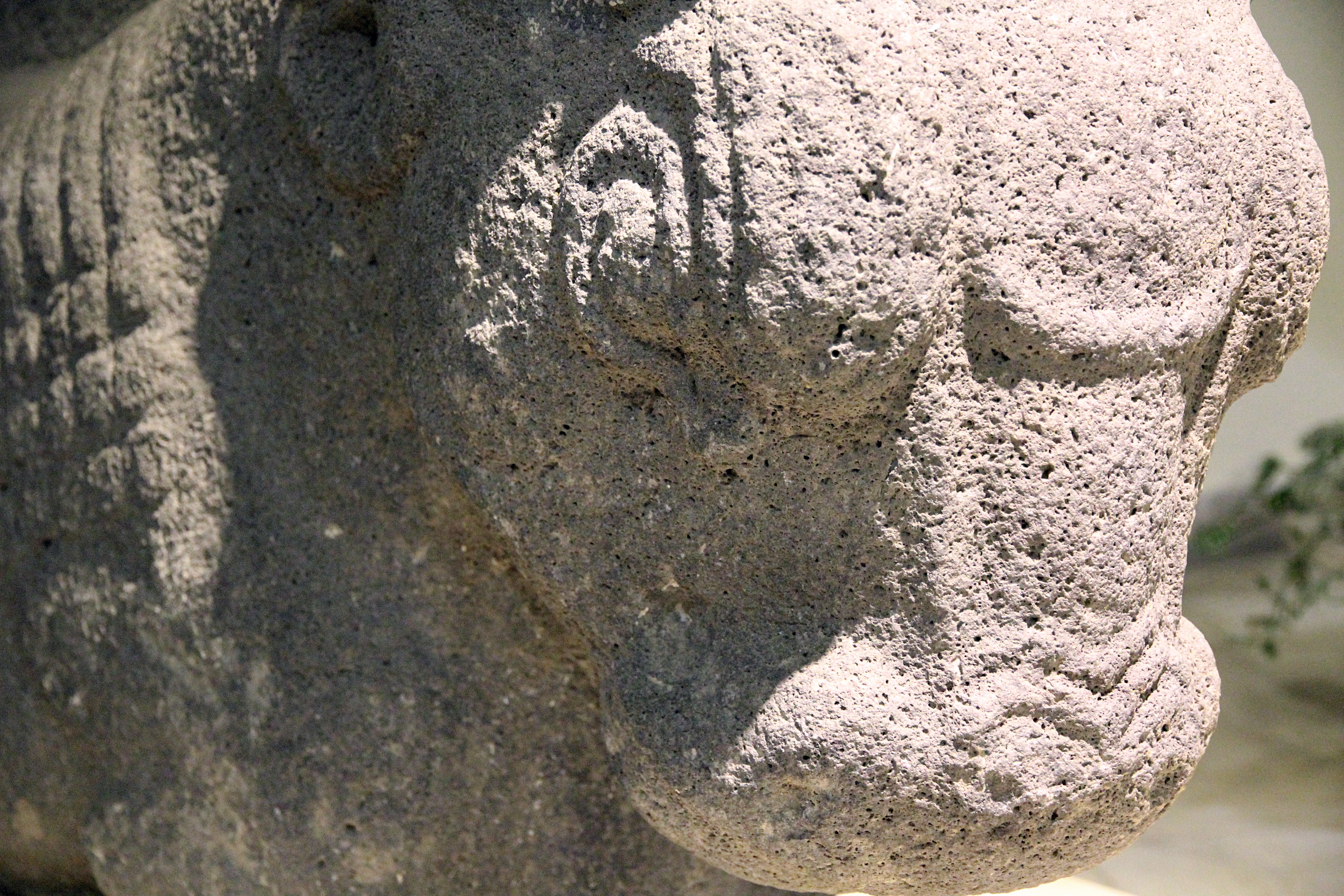
Kopf des linken Stiers

Die Doppelstierbasis von Kabahaydar ist ein späthethitisches Monument aus der Umgebung von Şanlıurfa in der Südosttürkei. Sie ist im Archäologischen Museum Şanlıurfa unter der Inventarnummer 24.4.1959 ausgestellt.

## Fundort
Die Basis wurde gemeinsam mit einer weiteren, einfachen Stierbasis im Weiler Adena (Edene) im ehemaligen Bucak Kabahaydar (heute Kalecik), etwa 20 Kilometer nördlich der Provinzhauptstadt, gefunden. 1959 wurde sie ins Museum von Şanlıurfa gebracht.

## Beschreibung
Das Monument aus Basalt ist 1,20 Meter lang, 0,84 Meter breit und vorn 0,60 Meter hoch. Auf dem Rücken der Stiere ist ein Loch von 0,46 Meter Breite, 0,40 Meter Länge und 0,20 Meter Tiefe eingelassen, das zur Aufnahme des Zapfens einer Statue diente. Die hintere Seite ist glatt, wie bei mehreren bekannten Basen aus Karkemiš, was zur Annahme führt, dass die Basis nicht frei, sondern an einer Wand aufgestellt war. Die Köpfe der beiden Tiere sind als Rundplastik, die Seitenansichten im Relief ausgeführt. An den Köpfen fehlen die Hörner und einige hervorstehende Teile sind beschädigt. Dennoch lassen sich verschiedene Details noch gut erkennen. Zwischen den Hörnern war ein Ornamentband befestigt. Die Augen sind ebenso wie die angelegten Ohren detailreich ausgearbeitet, Maul und hervorstehende Nüstern dagegen sind beschädigt. Die Stiere sind in Bewegung mit den inneren Vorderbeinen nach vorn dargestellt. Die Vorderbeine sind im Relief von der Seite zu sehen, wobei die Oberschenkelmuskeln bis zur Schulterhöhe der Tiere reichen. Dabei sind diese im flachen und die Unterschenkel im Hochrelief gearbeitet. Gleiches gilt für die Hinterbeine. Die realistisch gespaltenen Hufe sind durch eine waagrechte Doppelfurche vom Bein getrennt, dahinter ist eine Art Sporn erkennbar. Zwischen den beiden Hinterbeinen, von denen das jeweils äußere vorgestellt ist, hängt der Schwanz herab, er endet in einer quastenartigen Verzierung. Dahinter sind Teile des Geschlechtsorgans zu sehen.
Die Region nördlich von Şanlıurfa gehörte in späthethitischer Zeit zum Reich Kummuḫ, das etwa dem antiken Kommagene entspricht. Sowohl im etwa 100 Kilometer südwestlich gelegenen Karkemiš als auch im nicht weit davon entfernten Arslantaş in Syrien wurden ähnliche Stierbasen ergraben. Auch wenn sie einige Gemeinsamkeiten aufweisen, wird doch bei den Stücken aus Karkemiš eine fortgeschrittenere künstlerische Technik deutlich. Der türkische Archäologe Fikri Kulakoğlu, der die Kabahaydar-Basis 1999 als erster veröffentlichte, ist daher der Meinung, dass es sich hier um die Arbeit einer provinziellen Werkstatt handelt, die den dortigen Stil zum Vorbild nahm. Die Werke aus Arslantaş und Karkemiš werden allgemein in die Periode Späthethitisch II, vor der assyrischen Einflussnahme auf die neo-hethitischen Staaten eingeordnet, etwa ins 10. Jahrhundert v. Chr., das Gleiche nimmt Kulakoğlu für Kabahaydar an.